# Тварини Полтавської області, занесені до Червоної книги України
Список тварин Полтавської області, занесених до Червоної книги України.

## Статистика
До списку входить 113 видів тварин, з них:
- Кишковопорожнинних — 0;
- Круглих червів — 0;
- Кільчастих червів 1;
- Членистоногих — 57;
- Молюсків — 1;
- Хордових — 54.

Серед них за природоохоронним статусом: 
- Вразливих — 51;
- Рідкісних — 29;
- Недостатньо відомих  — 2;
- Неоцінених — 8;
- Зникаючих — 23;
- Зниклих у природі — 0;
- Зниклих — 0.

## Список видів
| № п/п | Українська назва виду                               | Латинська назва виду      | Природоохоронний статус | Тип             |
| ----- | --------------------------------------------------- | ------------------------- | ----------------------- | --------------- |
| 1     | Бабка перев'язана                                   | Sympetrum pedemontanum    | Вразливий               | Членистоногі    |
| 2     | Бистрянка російська                                 | Alburnoides rossicus      | Зникаючий               | Хордові         |
| 3     | Бражник дубовий                                     | Marumba quercus           | Рідкісний               | Членистоногі    |
| 4     | Бражник мертва голова                               | Acherontia atropos        | Рідкісний               | Членистоногі    |
| 5     | Бражник прозерпіна                                  | Proserpinus proserpina    | Рідкісний               | Членистоногі    |
| 6     | Бражник скабіозовий                                 | Hemaris tityus            | Рідкісний               | Членистоногі    |
| 7     | Бранхінекта східна                                  | Branchinecta orientalis   | Зникаючий               | Членистоногі    |
| 8     | Ведмедиця велика                                    | Pericallia matronula      | Вразливий               | Членистоногі    |
| 9     | Ведмедиця-господиня                                 | Callimorpha dominula      | Вразливий               | Членистоногі    |
| 10    | Вечірниця мала                                      | Nyctalus leisleri         | Рідкісний               | Хордові         |
| 11    | Вечірниця руда                                      | Nyctalus noctula          | Вразливий               | Хордові         |
| 12    | Видра річкова                                       | Lutra lutra               | Неоцінений              | Хордові         |
| 13    | Вирезуб причорноморський                            | Rutilus frisii            | Зникаючий               | Хордові         |
| 14    | Вусач великий дубовий                               | Cerambyx cerdo            | Вразливий               | Членистоногі    |
| 15    | Вусач земляний хрестоносець (коренеїд хрестоносець) | Dorcadion equestre        | Вразливий               | Членистоногі    |
| 16    | Вусач мускусний                                     | Aromia moschata           | Вразливий               | Членистоногі    |
| 17    | Вусач-червонокрил Келлера                           | Purpuricenus kaehleri     | Вразливий               | Членистоногі    |
| 18    | Вухань звичайний                                    | Plecotus auritus          | Вразливий               | Хордові         |
| 19    | Гадюка Нікольського, гадюка лісостепова             | Vipera nikolskii          | Рідкісний               | Хордові         |
| 20    | Гадюка степова                                      | Vipera renardi            | Вразливий               | Хордові         |
| 21    | Гіпаніс левіускула                                  | Hypanis laeviuscula       | Вразливий               | Молюски         |
| 22    | Гоголь                                              | Bucephala clangula        | Рідкісний               | Хордові         |
| 23    | Голуб-синяк                                         | Columba oenas             | Вразливий               | Хордові         |
| 24    | Гольян озерний                                      | Eupallasella percnurus    | Зникаючий               | Хордові         |
| 25    | Гоплітіс рудий                                      | Hoplitis fulva            | Рідкісний               | Членистоногі    |
| 26    | Горностай                                           | Mustela erminea           | Неоцінений              | Хордові         |
| 27    | Джміль вірменський                                  | Bombus armeniacus         | Зникаючий               | Членистоногі    |
| 28    | Джміль глинистий                                    | Bombus argillaceus        | Вразливий               | Членистоногі    |
| 29    | Джміль лезус                                        | Bombus laesus             | Вразливий               | Членистоногі    |
| 30    | Джміль моховий                                      | Bombus muscorum           | Рідкісний               | Членистоногі    |
| 31    | Джміль пахучий                                      | Bombus fragrans           | Зникаючий               | Членистоногі    |
| 32    | Джміль червонуватий                                 | Bombus ruderatus          | Рідкісний               | Членистоногі    |
| 33    | Джміль яскравий                                     | Bombus pomorum            | Вразливий               | Членистоногі    |
| 34    | Дозорець-імператор                                  | Anax imperator            | Вразливий               | Членистоногі    |
| 35    | Евмен трикрапковий                                  | Eumenes tripunctatus      | Вразливий               | Членистоногі    |
| 36    | Ендроміс березовий                                  | Endromis versicolora      | Вразливий               | Членистоногі    |
| 37    | Жук-олень, рогач звичайний                          | Lucanus cervus            | Рідкісний               | Членистоногі    |
| 38    | Жук-самітник                                        | Osmoderma barnabita       | Вразливий               | Членистоногі    |
| 39    | Змієїд                                              | Circaetus gallicus        | Рідкісний               | Хордові         |
| 40    | Йорж носар                                          | Gymnocephalus acerinus    | Зникаючий               | Хордові         |
| 41    | Кажан північний                                     | Eptesicus nilssonii       | Рідкісний               | Хордові         |
| 42    | Кажан пізній                                        | Eptesicus serotinus       | Вразливий               | Хордові         |
| 43    | Казарка червоновола                                 | Rufibrenta ruficollis     | Вразливий               | Хордові         |
| 44    | Коловодник ставковий (поручайник)                   | Tringa stagnatilis        | Зникаючий               | Хордові         |
| 45    | Кошеніль польська                                   | Porphyropha polonica      | Недостатньо відомий     | Членистоногі    |
| 46    | Красик веселий (Пістрянка весела)                   | Zygaena laeta             | Зникаючий               | Членистоногі    |
| 47    | Красотіл пахучий                                    | Calosoma sycophanta       | Вразливий               | Членистоногі    |
| 48    | Ксилокопа звичайна (бджола-тесляр звичайна)         | Xylocopa valga            | Рідкісний               | Членистоногі    |
| 49    | Ксилокопа фіолетова (бджола-тесляр фіолетова)       | Xylocopa violacea         | Рідкісний               | Членистоногі    |
| 50    | Кулик-сорока                                        | Haematopus ostralegus     | Вразливий               | Хордові         |
| 51    | Кульон великий (кроншнеп великий)                   | Numenius arquata          | Зникаючий               | Хордові         |
| 52    | Кутора мала                                         | Neomys anomalus           | Рідкісний               | Хордові         |
| 53    | Лебідь малий                                        | Cygnus bewickii           | Рідкісний               | Хордові         |
| 54    | Лилик двоколірний                                   | Vespertilio murinus       | Вразливий               | Хордові         |
| 55    | Лунь лучний                                         | Circus pygargus           | Вразливий               | Хордові         |
| 56    | Лунь польовий                                       | Circus cyaneus            | Рідкісний               | Хордові         |
| 57    | Люцина                                              | Hamearis lucina           | Вразливий               | Членистоногі    |
| 58    | Лярра анафемська                                    | Larra anathema            | Неоцінений              | Членистоногі    |
| 59    | Махаон                                              | Papilio machaon           | Вразливий               | Членистоногі    |
| 60    | Мелітта Ванковича                                   | Melitta wankowiczi        | Зникаючий               | Членистоногі    |
| 61    | Мелітурга булавовуса                                | Melitturga clavicornis    | Вразливий               | Членистоногі    |
| 62    | Минь річковий                                       | Lota lota                 | Вразливий               | Хордові         |
| 63    | Мишівка лісова                                      | Sicista betulina          | Рідкісний               | Хордові         |
| 64    | Мідянка звичайна                                    | Coronella austriaca       | Вразливий               | Хордові         |
| 65    | Мінога українська                                   | Eudontomyzon mariae       | Зникаючий               | Хордові         |
| 66    | Мнемозина                                           | Parnassius mnemosyne      | Вразливий               | Членистоногі    |
| 67    | Нетопир звичайний                                   | Pipistrellus pipistrellus | Вразливий               | Хордові         |
| 68    | Нетопир Натузіуса                                   | Pipistrellus nathusii     | Неоцінений              | Хордові         |
| 69    | Нічниця водяна                                      | Myotis daubentonii        | Вразливий               | Хордові         |
| 70    | Нічниця вусата                                      | Myotis mystacinus         | Вразливий               | Хордові         |
| 71    | Нічниця ставкова                                    | Myotis dasycneme          | Зникаючий               | Хордові         |
| 72    | Норка європейська                                   | Mustela lutreola          | Зникаючий               | Хордові         |
| 73    | Орлан-білохвіст                                     | Haliaeetus albicilla      | Рідкісний               | Хордові         |
| 74    | Осетер російський                                   | Acipenser gueldenstaedtii | Вразливий               | Хордові         |
| 75    | Підорлик великий                                    | Aquila clanga             | Рідкісний               | Хордові         |
| 76    | Підорлик малий                                      | Aquila pomarina           | Рідкісний               | Хордові         |
| 77    | Подалірій                                           | Iphiclides podalirius     | Вразливий               | Членистоногі    |
| 78    | Поліксена                                           | Zerynthia polyxena        | Вразливий               | Членистоногі    |
| 79    | Полоз жовточеревий, полоз каспійський               | Hierophis caspius         | Вразливий               | Хордові         |
| 80    | П'явка медична                                      | Hirudo medicinalis        | Вразливий               | Кільчасті черви |
| 81    | Райдужниця велика                                   | Apatura iris              | Вразливий               | Членистоногі    |
| 82    | Савка                                               | Oxyura leucocephala       | Зникаючий               | Хордові         |
| 83    | Сатир залізний                                      | Hipparchia statilinus     | Рідкісний               | Членистоногі    |
| 84    | Сатурнія велика                                     | Saturnia pyri             | Вразливий               | Членистоногі    |
| 85    | Сатурнія мала                                       | Eudia pavonia             | Рідкісний               | Членистоногі    |
| 86    | Сатурнія руда                                       | Aglia tau                 | Вразливий               | Членистоногі    |
| 87    | Сатурнія середня                                    | Eudia spini               | Зникаючий               | Членистоногі    |
| 88    | Сиворакша                                           | Coracias garrulus         | Зникаючий               | Хордові         |
| 89    | Синявець римнус                                     | Neolycaena rhymnus        | Неоцінений              | Членистоногі    |
| 90    | Сколія-гігант                                       | Megascolia maculata       | Неоцінений              | Членистоногі    |
| 91    | Скопа                                               | Pandion haliaetus         | Зникаючий               | Хордові         |
| 92    | Совка сокиркова                                     | Periphanes delphinii      | Вразливий               | Членистоногі    |
| 93    | Сорокопуд сірий                                     | Lanius excubitor          | Рідкісний               | Хордові         |
| 94    | Стафілін волохатий                                  | Emus hirtus               | Рідкісний               | Членистоногі    |
| 95    | Стерлядь прісноводна                                | Acipenser ruthenus        | Зникаючий               | Хордові         |
| 96    | Стрічкарка блакитна                                 | Catocala fraxini          | Вразливий               | Членистоногі    |
| 97    | Стрічкарка орденська малинова                       | Catocala sponsa           | Рідкісний               | Членистоногі    |
| 98    | Стрічкарка тополева                                 | Limenitis populi          | Вразливий               | Членистоногі    |
| 99    | Строкатка степова                                   | Lagurus lagurus           | Зникаючий               | Хордові         |
| 100   | Судак волзький, Берш                                | Sander volgensis          | Зникаючий               | Хордові         |
| 101   | Сфекс рудуватий                                     | Sphex funerarius          | Неоцінений              | Членистоногі    |
| 102   | Томарес Ногеля                                      | Tomares nogelii           | Вразливий               | Членистоногі    |
| 103   | Тріскачка ширококрила                               | Bryodemella tuberculata   | Зникаючий               | Членистоногі    |
| 104   | Тушканчик великий                                   | Allactaga jaculus         | Рідкісний               | Хордові         |
| 105   | Тхір лісовий                                        | Mustela putorius          | Неоцінений              | Хордові         |
| 106   | Тхір степовий                                       | Mustela eversmanni        | Зникаючий               | Хордові         |
| 107   | Хом'ячок сірий                                      | Cricetulus migratorius    | Недостатньо відомий     | Хордові         |
| 108   | Цератофій багаторогий                               | Ceratophyus polyceros     | Вразливий               | Членистоногі    |
| 109   | Церцеріс горбкувата                                 | Cerceris tuberculata      | Рідкісний               | Членистоногі    |
| 110   | Шовкопряд кульбабовий                               | Lemonia taraxaci          | Вразливий               | Членистоногі    |
| 111   | Шуліка чорний                                       | Milvus migrans            | Вразливий               | Хордові         |
| 112   | Ялець звичайний                                     | Leuciscus leuciscus       | Вразливий               | Хордові         |
| 113   | Ящірка зелена                                       | Lacerta viridis           | Вразливий               | Хордові         |